# Madhuca boerlageana
Madhuca boerlageana là một loài thực vật có hoa trong họ Hồng xiêm. Loài này được (Burck) Baehni mô tả khoa học đầu tiên năm 1965.